# Чемпіонат України з регбіліг 2009
Чемпіонат України 2009 року з регбіліг.
Перший чемпіонат України з регбіліг серед чоловіків 2009 року розіграли 4 команди, які провели турнір у три тури в Донецьку та Харкові (24-31 травня, 27 вересня - 9 жовтня і 28-29 листопада).

## Учасники
«Легіон XIII» (Харків), УІПА (Харків), «Тайфун» (Донецьк), «Тигри Донбасу» (Донецьк).

## Турнір
| М | Команда         | 1                | 2                  | 3                  | 4                 | В | Н | П | Р:О     | О  |
| - | --------------- | ---------------- | ------------------ | ------------------ | ----------------- | - | - | - | ------- | -- |
| 1 | «Легіон ХІІІ»   |                  | 68:0, 54:6, 56:0   | 42:0, 46:0, 62:0   | 62:0, 46:0, 22:0  | 9 | 0 | 0 | 458:12  | 27 |
| 2 | «Тигри Донбасу» | 0:68, 6:54, 0:56 |                    | 4:30, 30:0*, 16:30 | 30:4, 26:6, 32:10 | 4 | 0 | 5 | 144:258 | 17 |
| 3 | УІПА            | 0:42, 0:46, 0:62 | 30:4, 0:30*, 30:16 |                    | 40:0, 0:30*, 14:6 | 4 | 0 | 5 | 114:236 | 15 |
| 4 | «Тайфун»        | 0:62, 6:46, 0:22 | 4:30, 6:26, 10:32  | 0:40, 30:0*, 6:14  |                   | 1 | 0 | 8 | 20:358  | 11 |

(*) Технічні перемоги та поразки з рахунком 30:0. У разі неявки команди турнірні очки за цей матч їй не нараховуються.

## Найрезультативніші гравці
1. Скорбач О. («Легіон-XIII»): 116 очок	(9 спроб і 40 реалізацій)
2. Романько С. («Легіон-XIII»): 72 очки (11 спроб і 14 реалізацій)
3. Петровський П. («Тигри Донбасу»): 38 очок (8 спроб і 3 реалізації)
4. Кардаков П. («Легіон-XIII»): 36 очок (9 спроб)
5-6. Троян М. («Легіон-XIII»): 28 очок (7 спроб)
5-6. Машкін В. («Легіон-XIII»): 28 очок (7 спроб)